# Hermann Schnipkoweit

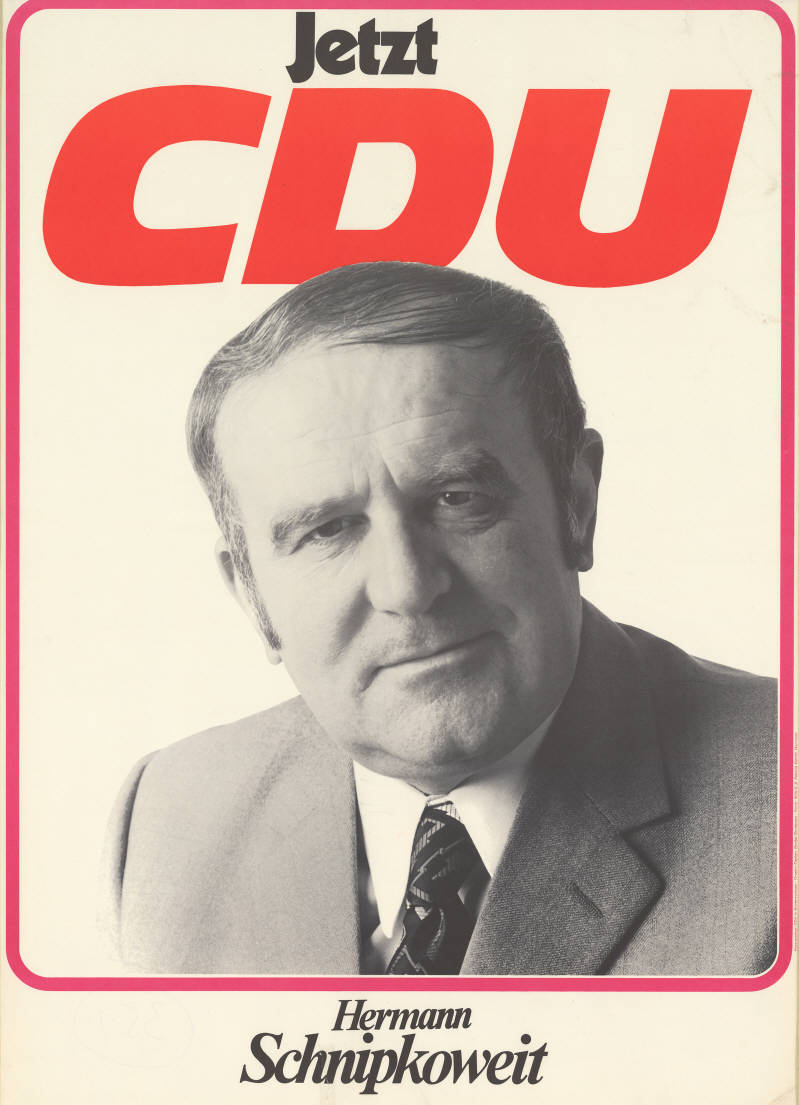
Kandidatenplakat zur Landtagswahl in Niedersachsen 1974

Hermann Schnipkoweit (* 31. August 1928 in Groß Giesen; † 8. April 2018 in Borsum) war ein deutscher Politiker (CDU). Er war Mitglied des Landtages von Niedersachsen und von 1976 bis 1990 niedersächsischer Sozialminister.

## Leben und Beruf
Schnipkoweit wurde als Sohn eines Landarbeiters geboren. Nach dem Besuch der Volksschule und der Erlangung der Mittleren Reife 1945 absolvierte er eine Ausbildung zum Bergknappen und arbeitete von 1948 bis 1974 als Bergmann in einem Kali- und Salzbergwerk in Giesen. Er schloss sich 1945 der IG Bergbau an und war von 1952 bis 1972 Mitglied des Betriebsrates. 1954/55 bildete er sich an der Akademie der Arbeit fort. Schnipkoweit trat 1954 in die CDU ein, war seit 1968 Vorsitzender des CDU-Kreisverbandes Hildesheim-Marienburg und wurde im selben Jahr zum stellvertretenden Vorsitzenden der CDU in Niedersachsen gewählt.
Er war von 1956 bis 1974 Mitglied des Gemeinderates von Borsum und nach der Gebietsreform bis 1976 von Harsum. Er wurde 1961 in den Kreistag des Landkreises Hildesheim-Marienburg gewählt. Sieben Wahlperioden lang, von 1963 bis 1990, war Schnipkoweit Mitglied des Niedersächsischen Landtages, zuletzt für den Landtagswahlkreis Sarstedt. Im Landtag war er von 1970 bis 1972 Vorsitzender des Ausschusses für Städtebau und Wohnungswesen und von 1972 bis 1976 Vorsitzender des Ausschusses für Bau- und Wohnungswesen. Nach dem Rücktritt von Ministerpräsident Alfred Kubel und der Bildung einer CDU-Alleinregierung wurde Schnipkoweit im Februar 1976 als Sozialminister in die von Ministerpräsident Ernst Albrecht geführte Regierung des Landes Niedersachsen berufen. Dieses Amt hatte er bis Juli 1990, also vierzehn Jahre lang, inne.
Schnipkoweit wurde 1973 das Bundesverdienstkreuz am Bande, 1979 das Große Verdienstkreuz und 1983 das Große Verdienstkreuz mit Stern verliehen.